# Pryskyřník kosmatý
Pryskyřník kosmatý (Ranunculus lanuginosus) je druh rostliny z čeledi pryskyřníkovité (Ranunculaceae).

## Popis
Jedná se o vytrvalou rostlinu dorůstající nejčastěji výšky 20–80 cm s krátkým oddenkem. Lodyha je oblá, ani květní stopky nejsou rýhované, po celé délce odstále huňatá bílými chlupy. Listy jsou střídavé, přízemní jsou dlouze řapíkaté, lodyžní krátce řapíkaté až přisedlé. Čepele přízemních listů jsou hluboce trojdílné, úkrojky jsou trojklané, ve vrcholové části nepravidelně zubaté.  Lodyžní listy jsou celkem podobné přízemním, všechny listy jsou řídce chlupaté. Květy jsou okrově žluté. Kališních lístků je 5, jsou odstálé, vně hustě chlupaté, se světlejším okrajem. Korunní lístky jsou okrově žluté, široce vejčité, 10–15 mm dlouhé. Kvete v květnu až v červenci. Plodem je nažka, která je asi 3,5–4,5 mm dlouhá, lysá, na vrcholu zakončená krátkým hákovitě zakřiveným zobánkem, nažky jsou uspořádány do souplodí. Počet chromozómů je 2n=28.

## Rozšíření
Pryskyřník kosmatý roste ve střední až jihovýchodní Evropě, na jih po Itálii, na sever po Dánsko.
V České republice je to běžný druh od nížin do nižších horských poloh . Nejčastěji se s ním setkáme ve vlhkých stinných lesích, hlavně luzích podsv. Alnenion glutinoso-incanae, suťových lesích sv. Tilio-Acerion a bučinách sv. Fagion

## Možnosti záměny
Asi těžko zaměnitelný druh, vzdáleně podobný pryskyřník prudký (Ranunculus acris) není zdaleka tak odstále chlupatý, je lysý, nanejvýš dole přitiskle chlupatý a má většinou více členité listy. Pryskyřník mnohokvětý (Ranunculus polyanthemos) a pryskyřník hajní (Ranunculus nemorosus) mají květní stopku podélně rýhovanou a nikoliv oblou.